# از خود بیخودی
از خود بیخودی (به انگلیسی: Rapture) نام اولین تک‌آهنگ از گروه رقص دونفرهٔ نیویورکی آی اُ است. این آهنگ در سال ۲۰۰۱ منتشر شد و به رتبهٔ ۲ در جدول تک‌آهنگ‌های بریتانیا رسید. همچنین جزو ده آهنگ برتر در جداول موسیقی شش کشور دیگر نیز انتخاب شد.